# Strohalsibis
De strohalsibis (Threskiornis spinicollis) is een vogel uit de familie van de ibissen en lepelaars (Threskiornithidae). Volwassen dieren hebben kenmerkende stroachtige veren op hun nek.

## Kenmerken
Strohalsibissen zijn grote vogels, ze zijn ongeveer 60-75 cm lang. Ze hebben donkere vleugels met een veelkleurige glans en hebben een donkere rug en kraag. Het grootste deel van de nek is wit. Hun poten zijn meestal rood aan de bovenkant en donkergrijs naar beneden toe. Hij dankt zijn naam aan de stroachtige veren op de hals van de volwassen vogels.

## Verspreiding en habitat
Strohalsibissen zijn te vinden in het zuiden van Nieuw-Guinea en in Australië en Tasmanië. Ze leven in zoetwatergebieden, gecultiveerde weilanden, moerassen, lagunes en natte of droge graslanden. Ze zijn nomadisch en voortdurend in beweging op zoek naar geschikte leefgebieden. Ze worden vaak gezien staan op hoge takken van de kale bomen, afgetekend tegen de hemel.

## Voedsel
Strohalsibissen zijn niet aangepast aan de grote verscheidenheid van voedsel waarvan de Australische witte ibissen overleven. In ondiepe wateren voeden strohalsibissen zich met aquatische insecten, weekdieren en kikkers. Ze eten echter ook sprinkhanen en krekels en worden vaak “Landbouwersvrienden” genoemd omdat ze zich voeden met parasieten die anders landbouwgewassen zouden eten. Ze eten ook kleine hagedissen, skinken en andere kleine reptielen.

## Status
De grootte van de populatie is in 2018 geschat tussen de 100 duizend en een miljoen volwassen vogels. Op de Rode lijst van de IUCN heeft deze soort de status niet bedreigd.